# Liste der Zuflüsse der Bühler
Liste der Zuflüsse der Bühler
Die etwas weniger als 49 km lange Bühler ist der größte rechte Zufluss des Kochers. Sie hat ein etwa 277 km² großes Einzugsgebiet im Nordosten von Baden-Württemberg im Ostalbkreis und dem Landkreis Schwäbisch Hall. Sie hat
- zwei Zuflüsse von über 10 bis 15 km Länge, nämlich die Fischach und die Schmerach, sowie
- sechs Zuflüsse von 5 bis 10 km Länge, nämlich den Gruppenbach, den (Heilberger) Klingenbach, den Nesselbach, den Aalenbach, den Schwarzenlachenbach und den Otterbach.

## Diagramm
Zuflüsse der Bühler ab 5 km Länge, von der Mündung bis zur Quelle:

## Tabelle der großen Zuflüsse
Tabelle der nach Länge oder Einzugsgebiet 10 größten direkten Zuflüsse. Zum Vergleich auch die entsprechenden Angaben zur Bühler selbst.
Nachweise in den Einzelartikeln.
| Name                | GKZ      | Seite  | Stat. km | Länge km | EZG km² | Mündung Ort                            | m ü. NHN | Ursprung Ort                                   | m ü. NHN | Bemerkung                              |
| ------------------- | -------- | ------ | -------- | -------- | ------- | -------------------------------------- | -------- | ---------------------------------------------- | -------- | -------------------------------------- |
| Gruppenbach         | 23866-20 | rechts | 37,5     | 05,2     | 006,7   | ⊙ bei Bühlerzell-Senzenberg            | 392      | ⊙ bei Bühlerzell-Kammerstatt                   | 480      |                                        |
| Klingenbach         | 23866-32 | links  | 35,8     | 06,6     | 013,1   | ⊙ in Bühlerzell-Heilberg               | 388      | ⊙ Hasenbühl nahe Bühlerzell-Teuerzer Sägmühle  | 487      |                                        |
| Avenbach            | 23866-36 | rechts | 32,0     | 04,5     | 008,4   | ⊙ in Bühlertann-Kottspiel              | 377      | ⊙ Sauerberg nahe Bühlertann-Fronrot            | 483      | Strang Sauerbach → Avenbach            |
| Fischach            | 23866-40 | links  | 31,4     | 14,2     | 043,1   | ⊙ nach Bühlertann-Kottspiel            | 376      | ⊙ Einkornwald                                  | 481      |                                        |
| Nesselbach          | 23866-54 | rechts | 27,1     | 06,0     | 012,5   | ⊙ zwischen Bühlertann und Obersontheim | 368      | ⊙ nahe Gründelhardt-Brunzenberg                | 490      |                                        |
| Riedbach            | 23866-56 | links  | 24,7     | 04,3     | 007,6   | ⊙ bei Obersontheim-Untersontheim       | 361      | ⊙ Zangholz nahe Obersontheim-Hausen            | 429      | Strang Rossbach → Riedbach             |
| Steinbach           | 23866-58 | links  | 20,6     | 04,7     | 004,0   | ⊙ Taubenloch vor Vellberg-Eschenau     | 349      | ⊙ nahe Obersontheim-Herlebach                  | 438      |                                        |
| Aalenbach           | 23866-60 | rechts | 16,7     | 09,6     | 019,2   | ⊙ bei Vellberg-Stöckenburg             | 332      | ⊙ Burgbergwald nahe Vellberg-Lorenzenzimmern   | 450      |                                        |
| Schwarzenlachenbach | 23866-74 | links  | 13,6     | 05,3     | 009,8   | ⊙ bei Schwäbisch Hall-Anhausen         | 317      | ⊙ am Rauhen Berg nahe Schwäbisch Hall-Sulzdorf | 450      | Strang Brühlbach → Schwarzenlachenbach |
| Otterbach           | 23866-76 | links  | 09,8     | 07,4     | 015,2   | ⊙ vor Ilshofen-Oberscheffach           | 295      | ⊙ nahe Schwäbisch Hall-Veinau                  | 405      |                                        |
| Schmerach           | 23866-80 | rechts | 08,7     | 14,0     | 035,7   | ⊙ nach Ilshofen-Oberscheffach          | 289      | ⊙ Burgbergwald nahe Ilshofen-Eckarthausen      | 449      |                                        |
| Bühler              | 23866-00 | n. a.  | 0,0      | 48,5     | 276,9   | ⊙ bei Braunsbach-Geislingen am Kocher  | 247      | ⊙ bei Abtsgmünd-Lutstrut                       | 467      |                                        |

## Liste der Zuflüsse
Liste der direkten Zuflüsse von der Quelle zur Mündung. Nachweise der Angaben zum Zufluss im jeweiligen Artikel, sofern ein solcher existiert, sonst Gewässerlänge, Einzugsgebiet und Höhe nach den entsprechenden Layern auf der Onlinekarte der LUBW. Es wurde stets die längste Gewässerastrecke zugrunde gelegt. Andere Quellen für die Angaben sind vermerkt.
Höhere Zuflüsse sind ggf. in den Einzelartikeln der Zuflüsse aufgeführt oder in Zuflusslistenartikel, auf die unter dem Zufluss verwiesen wird.
Notnamen im Falle von Bächen, die etwa von der amtlichen Karte ersatzweise mit dem Talnamen bezeichnet waren, stehen in Klammern.

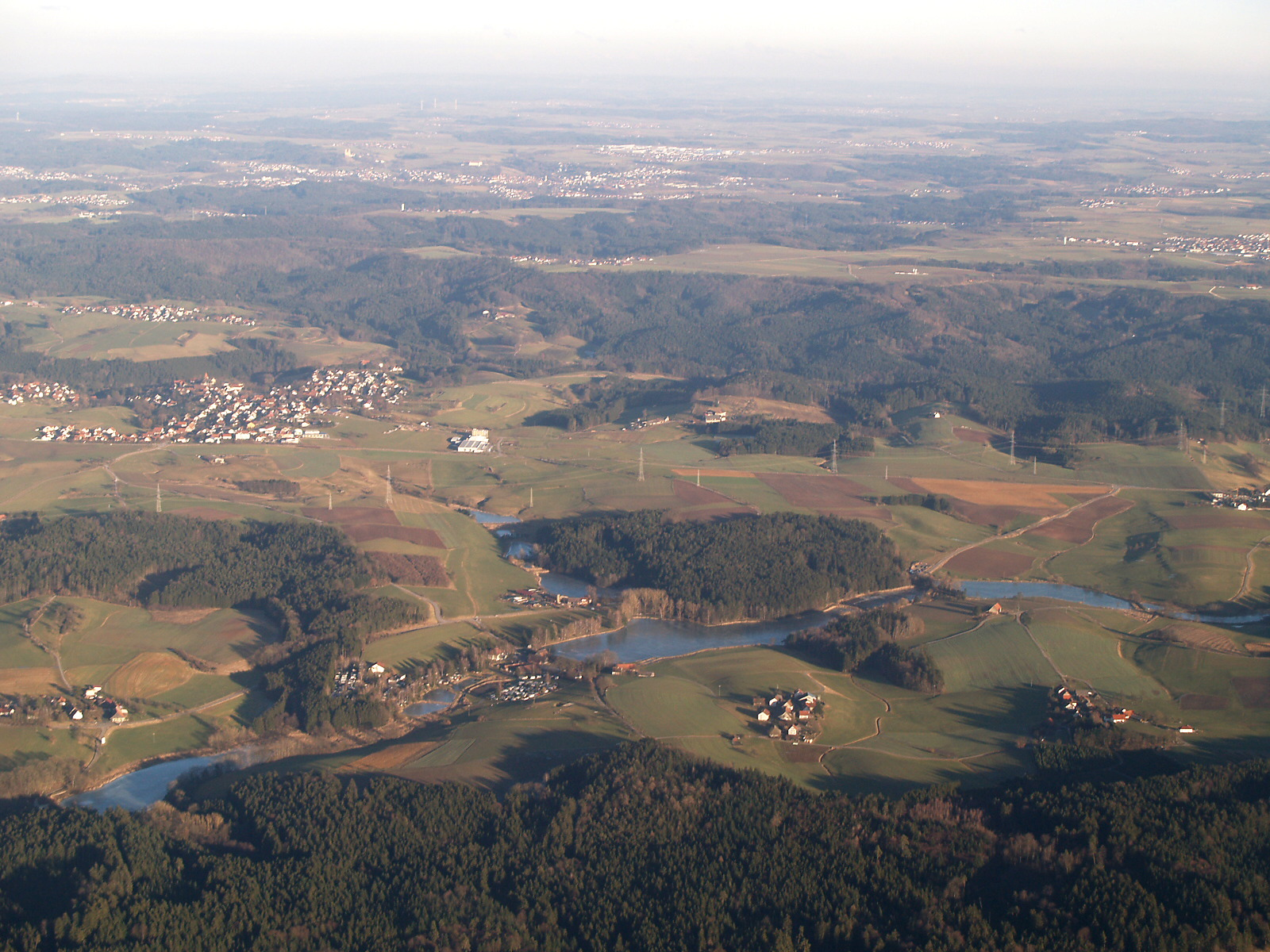
Der oberste Bühler durchläuft die Hammerschmiedeseen

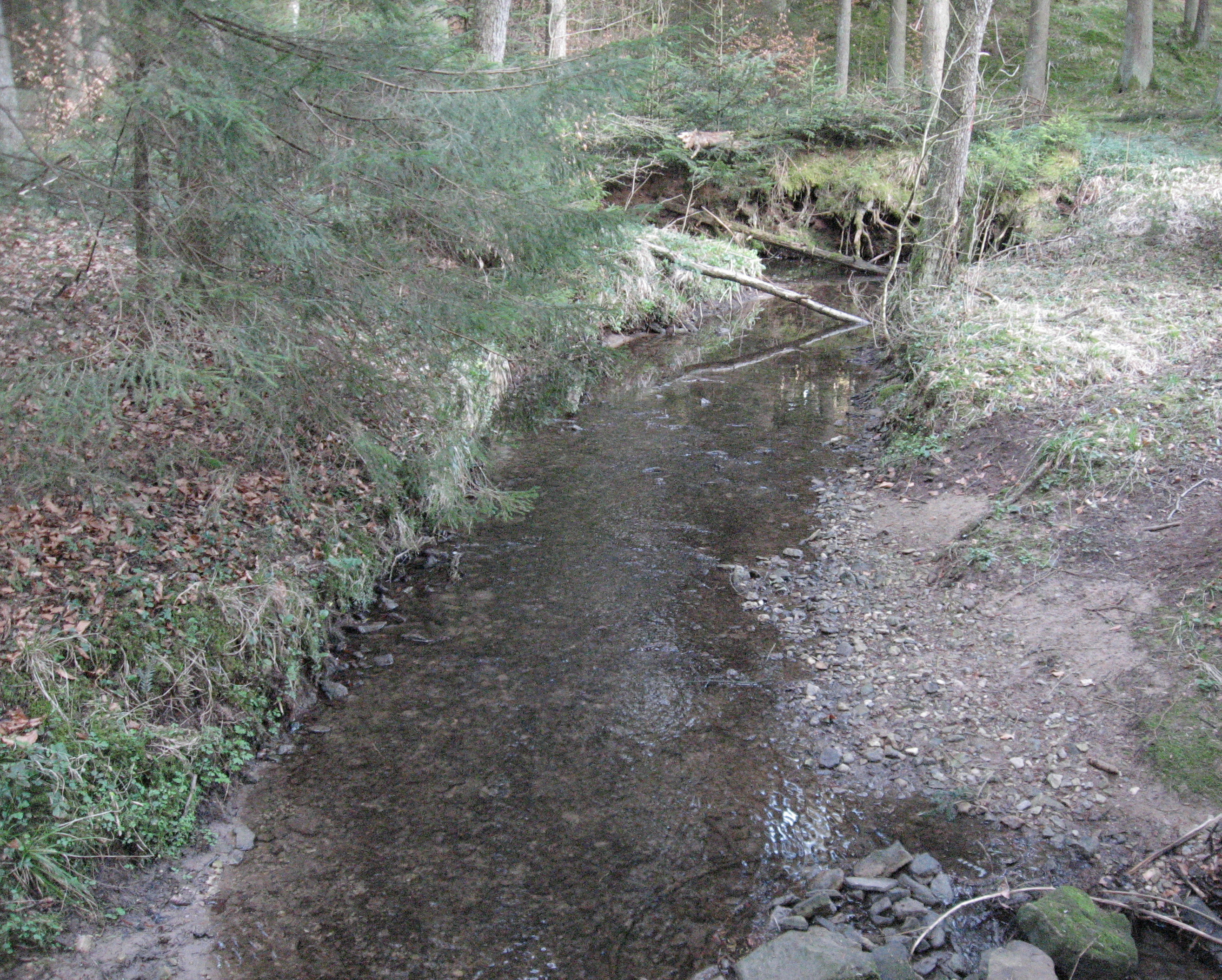
Blick bachaufwärts über den Mittellauf des Gruppenbach

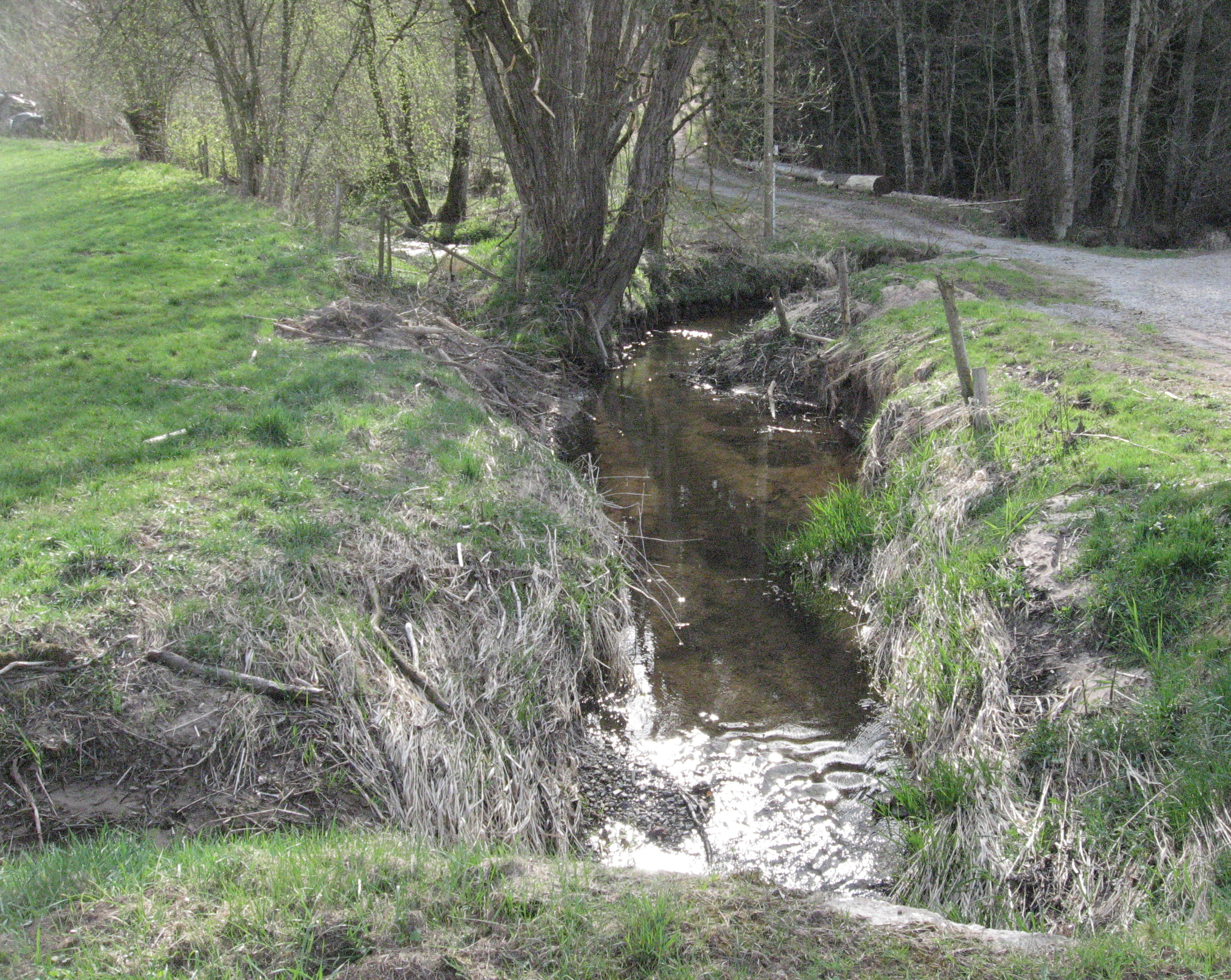
Blick über den Unterlauf des Klingenbachs wenig vor Heilberg

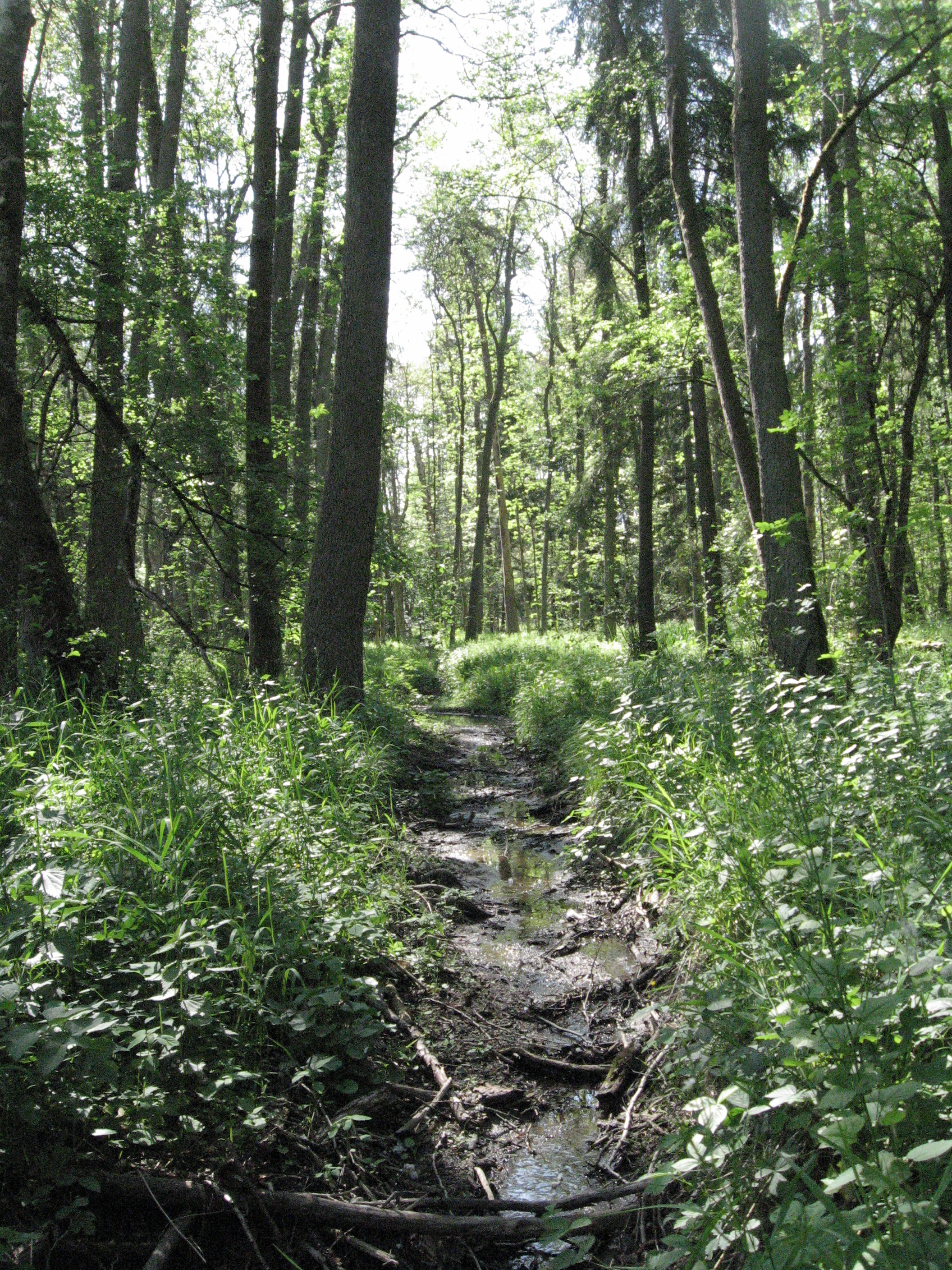
Die obere Fischach im Einkornwald

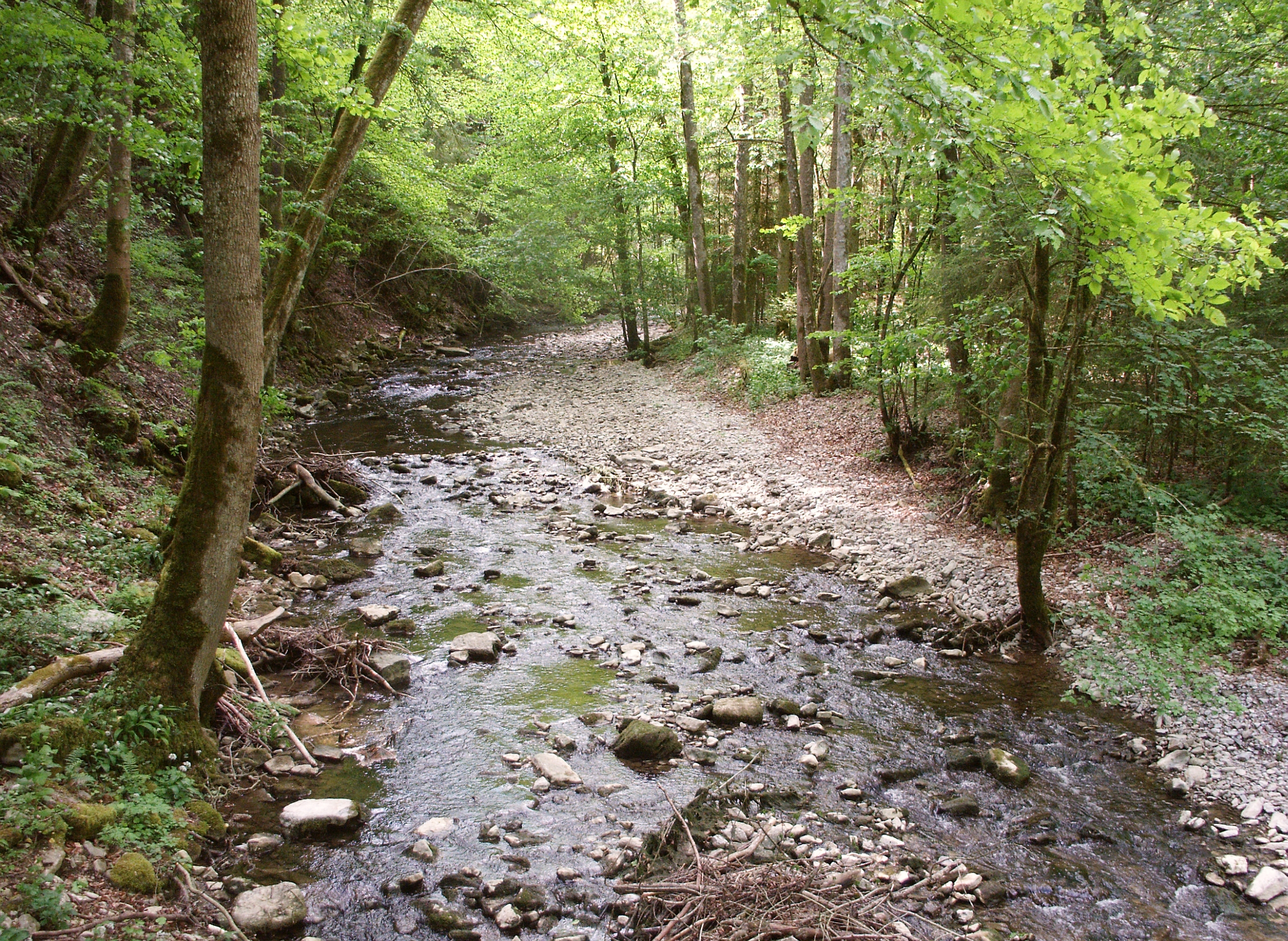
Die Schmerach in der Schmerachklinge

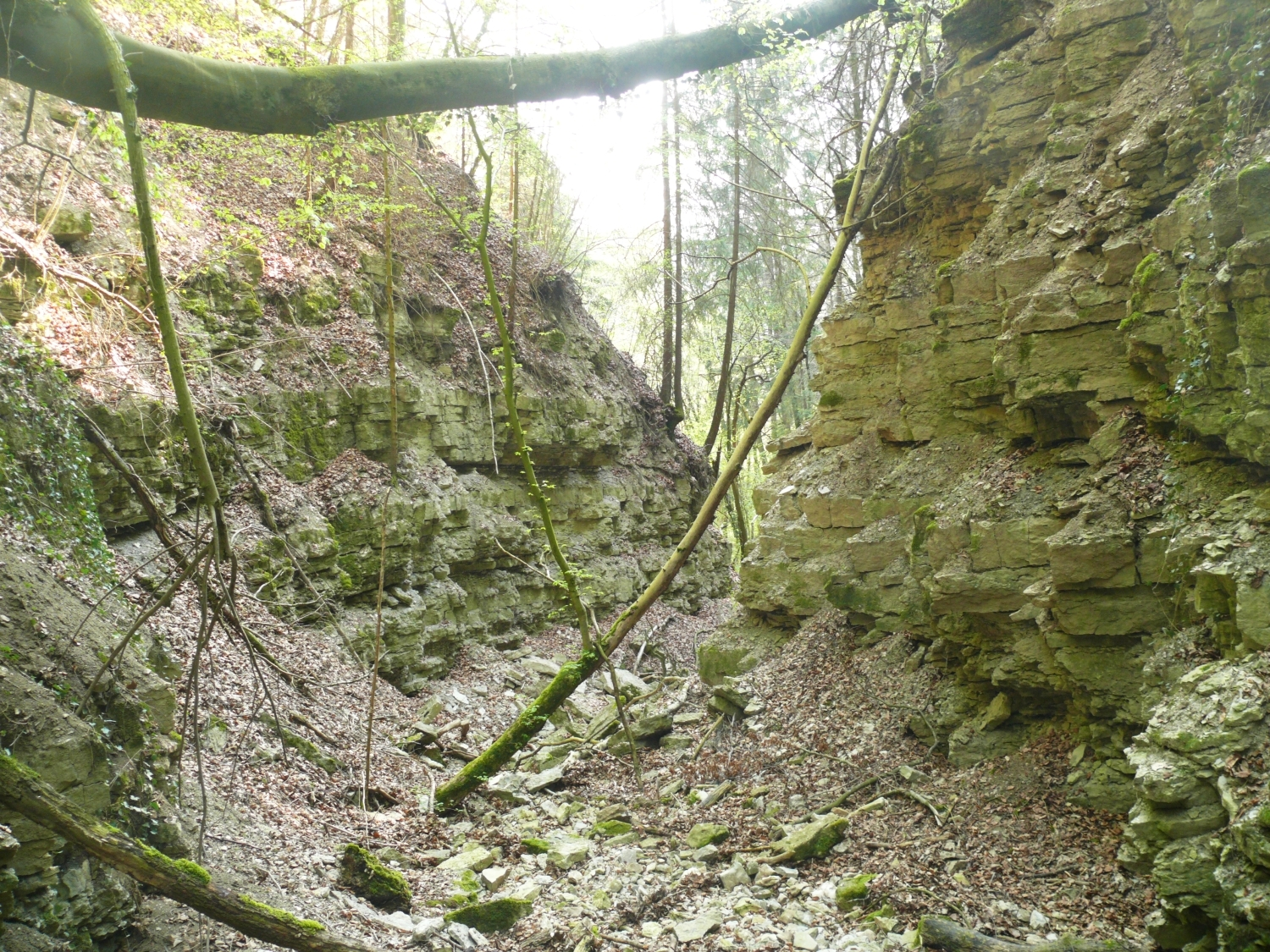
In der Kressenklinge

- Lutstruter Bach, von links auf etwa 437 m ü. NHN bei Abtsgmünd-Pommertsweiler, 1,8 km und ca. 2,1 km².
- Weiherfeldbach, von rechts auf etwa 436 m ü. NHN bei Pommertsweiler, 0,9 km und ca. 0,2 km².
- Wildenweiherbach, von links auf etwa 435 m ü. NHN bei Abtsgmünd-Wildenhof am Eisenweiher, 1,1 km und ca. 0,6 km².
- Schleifbach, von rechts auf etwa 434 m ü. NHN zuletzt durch den Eisenweiher bei Abtsgmünd-Wildenhof, 1,5 km und ca. 1,2 km². Fließstrecke überwiegend durch Weiher.
- Mühlhaldebach, von rechts auf 428 m ü. NHN bei Abtsgmünd-Zimmerberg in den Stahlweiher, 0,8 km und ca. 0,5 km².
- Neumühlebach, von links auf 428 m ü. NHN bei Abtsgmünd-Neumühle in den Stahlweiher, 2,4 km und ca. 2,1 km².
- Zimmerbach, von rechts auf etwa 418 m ü. NHN bei Abtsgmünd-Zimmerbergmühle in den Mühlkanal, 1,6 km und ca. 1,5 km².
- Steinbach, von links auf etwa 417 m ü. NHN bei Adelmannsfelden-Bühler, 2,3 km und 1,4 km².
- (Bach aus dem Eiwald), von links auf etwa 415 m ü. NHN gegenüber dem Siedlungsplatz Rams von Adelmannsfelden-Bühler, 1,6 km und ca. 1,7 km².
- Ohrbach, von rechts auf etwa 410 m ü. NHN bei Adelmannsfelden-Stöcken, ca. 2,7 km und ca. 3,0 km².
- (Bach aus dem Neuholz), von links auf etwa 407 m ü. NHN unmittelbar vor dem nächsten, 0,8 km und über 0,2 km².
- Scheffelbach, von links auf etwa 407 m ü. NHN bei Adelmannsfelden-Sägmühle, 1,2 km und ca. 1,1 km².
- Krebsbach, von rechts auf etwa 405 m ü. NHN östlich zu Füßen von Bühlerzell-Spitzenberg, 2,5 km und ca. 0,8 km².
- Uhlbach, von rechts auf etwa 401 m ü. NHN ostnordöstlich zu Füßen von Spitzenberg, 4,2 km und 4,9 km².
- Ödenbach, von rechts auf etwa 398 m ü. NHN nördlich zu Füßen von Spitzenberg, 1,9 km und ca. 1,3 km².
- Eckertsbach, von links auf etwa 395 m ü. NHN nordwestlich zu Füßen von Spitzenberg, 1,1 km und ca. 0,7 km².
- Gerabronner Bach, von links auf etwa 393 m ü. NHN bei Bühlerzell-Senzenberg, 2,8 km und 2,6 km².
- Gruppenbach, von rechts auf etwa 392 m ü. NHN bei Senzenberg, 5,2 km und 6,7 km².
- Rossbach, von rechts auf etwa 390 m ü. NHN vor Bühlerzell-Heilberg, 0,8 km und ca. 0,3 km².
- Klingenbach, von links auf etwa 388 m ü. NHN in Heilberg, 6,6 km und 13,1 km².
- Tiefegraben, von links auf etwa 387 m ü. NHN nach Bühlerzell-Heilberg, 0,8 km und ca. 1,8 km².
Auengraben, der bei Hochwasser des vorigen zum Mündungsarm von ihm wird.
- Schäfbach, von rechts auf etwa 386 m ü. NHN in Bühlerzell, 1,6 km und ca. 1,2 km².
- Liegelbach, von links auf etwa 386 m ü. NHN in Bühlerzell in einen linken Mühlkanal, 1,1 km und ca. 0,5 km².
- Pfaffenbach, von rechts auf etwa 385 m ü. NHN in Bühlerzell, 2,0 km und ca. 0,8 km².
- Dietzenbach, von rechts auf etwa 383 m ü. NHN nach Bühlerzell, ca. 1,5 km und ca. 0,5 km².
- (Bach aus den Stegwiesen), von links auf etwa 382 m ü. NHN, 0,5 km und ca. 0,1 km²
- Schleifseebach, von links auf etwa 379 m ü. NHN vor Bühlertann-Kottspiel, ca. 3,9 km mit längerem Oberlauf und ca. 3,7 km².
- Avenbach, von rechts auf etwa 377 m ü. NHN in Kottspiel, 4,5 km und 8,4 km²
- Fischach, von links auf etwa 376 m ü. NHN nach Kottspiel, 14,2 km und 43,1 km²
    → Liste der Zuflüsse der Fischach
- Rohrwiesengraben[LUBW 5], von links auf etwa 373 m ü. NHN bei Bühlertann-Weidenmühle, 0,7 km und unter 0,3 km²
- (Bach vom Leippersberg), von links auf etwa 373 m ü. NHN kurz nach dem vorigen, ca. 0,6 km und ca. 0,2 km²
- Elsäßerbach, von rechts auf etwa 373 m ü. NHN nach Bühlertann-Weidenmühle, 1,1 km und ca. 0,6 km²
- Furtbach (durch die Keimenklinge)[LUBW 6], von links auf etwa 373 m ü. NHN, 1,4 km und ca. 1,0 km²
- Dammbach, von rechts auf etwa 372 m ü. NHN vor Bühlertann, 4,0 km und 5,3 km²
- Seegraben, von links auf etwa 371 m ü. NHN in Bühlertann an der Flussbrücke der L 1060, 2,2 km und ca. 1,3 km²
- Eierbach, von links nach Bühlertann auf etwa 370 m ü. NHN in den Mühlkanal zur Niedermühle, 0,9 km und ca. 0,8 km²
- Nesselbach, von rechts auf 368,1 m ü. NHN vor der Gemeindegrenze zu Obersontheim, 6,0 km und 12,5 km²
- Dietelsbach, von links auf etwa 368 m ü. NHN an einer ehemaligen Sägmühle vor Obersontheim, 3,0 km und ca. 1,3 km²
- Schießbach, von links auf etwa 365 m ü. NHN in Obersontheim, 1,7 km mit dem kürzeren rechten Oberlauf und ca. 2,0 km²
- Riedbach, von links auf etwa 361 m ü. NHN bei Obersontheim-Untersontheim, 4,3 km und 7,6 km².
Kurz vor der Mündung fließt der von links kommende Rossbach zu, der einen Kilometer mehr an Länge vorzuweisen hat, aber weniger Einzugsgebiet beiträgt als der Riedbach-Oberlauf.
- Aubach, von links auf etwa 360 m ü. NHN östlich von Obersontheim-Untersontheim, 0,6 km und ca. 0,1 km²
- Speckbach, von rechts nach Obersontheim-Untersontheim, ca. 1,2 km und ca. 0,6 km²
- Hambach, auch Hahnbach[LUBW 7], von rechts auf etwa 354 m ü. NHN nach Obersontheim-Beilsteinmühle, ca. 2,1 km und ca. 1,2 km²
- Lanzenbach, von rechts auf etwa 351 m ü. NHN vor Vellberg-Eschenau, 3,8 km und 4,7 km²
- Steinbach, von links auf etwa 349 m ü. NHN vor Eschenau, 4,7 km und 4,0 km²
- Gruppbach, von rechts auf etwa 342 m ü. NHN nach Eschenau, ca. 0,5 km und ca. 0,4 km²
- (Bach durch die Bocksklinge), von links auf etwa 334 m ü. NHN gegenüber der Stöckenburg von Vellberg, ca. 0,5 km und unter 0,2 km²
- Aalenbach, am Unterlauf auch Äulesbach, von rechts auf etwa 332 m ü. NHN nach der Stöckenburg, 9,6 km und 19,2 km².
- Bärenbach, von links auf etwa 327 m ü. NHN bei Sulzdorf-Buch, Stadt Schwäbisch Hall, 0,7 km und 0,5 km².
- Hirtenbach, von links auf etwa 318 m ü. NHN vor Sulzdorf-Anhausen, Stadt Schwäbisch Hall, 3,9 km und 2,1 km².
- Schwarzenlachenbach, von links auf etwa 317 m ü. NHN am Südrand von Anhausen, 5,3 km und 9,8 km².
- Eichenäckerbach, von links auf etwa 313 m ü. NHN bei Schwäbisch Hall-Hohenstadt, ca. 0,6 km und 0,3 km².
- Binsenwiesenbach, von rechts auf etwa 303 m ü. NHN gegenüber von Schwäbisch Hall-Neunbronn, 0,9 km und ca. 0,8 km².
- Brunnenwiesenbach, von links auf etwa 298 m ü. NHN unterhalb des oberen Steigenbogens der K 2665 bei Jagstrot, ca. 1,0 km einschließlich der Versickerungsstrecke und ca. 0,6 km²
- Otterbach, von links auf 295 m ü. NHN vor Ilshofen-Oberscheffach, 7,4 km und 15,2 km².
- (Bach durch die Kappisklinge), von rechts auf etwa 290 m ü. NHN in Oberscheffach, 2,8 km und 1,7 km².
- Schmerach, von rechts auf etwa 289 m ü. NHN nach Oberscheffach, 14,0 km und 35,7 km².
- (Bach durch die Heinlesklinge), von rechts auf etwa 281 m ü. NHN in Wolpertshausen-Unterscheffach vor der Flussbrücke, 1,9 km und ca. 1,2 km².
- Greutbach, von links auf etwa 281 m ü. NHN gegenüber von Unterscheffach, 1,7 km und 1,2 km².
- (Bach durch die Kelterbergklinge), von rechts auf etwa 277 m ü. NHN bei Unterscheffach nach Flussbrücke und Wehr, 0,4 km und unter 0,2 km².
- Ramsbach, von rechts auf etwa 275 m ü. NHN nach Unterscheffach, 0,7 km und 0,4 km².
- (Bach durch die Kressenklinge), von rechts auf etwa 274 m ü. NHN am Pfaffengumpen, 1,9 km und ca. 1,2 km².
- Pfaffenklingenbach, von links auf etwa 272 m ü. NHN vor Wolpertshausen-Hopfach, 0,7 km und 0,4 km².
- Cröffelbach, von rechts auf etwa 265 m ü. NHN in Wolpertshausen-Cröffelbach, 3,2 km und 2,5 km².
- Klingenbach, von rechts auf etwa 264 m ü. NHN in Cröffelbach, 1,9 km und ca. 1,9 km².
- Trendelbach, von rechts vor Braunsbach-Geislingen am Kocher auf etwa 252 m ü. NHN, 0,8 km und ca. 0,5 km².[1]

### LUBW
Amtliche Online-Gewässerkarte mit passendem Ausschnitt und den hier benutzten Layern: Lauf und Einzugsgebiet der Bühler

Allgemeiner Einstieg ohne Voreinstellungen und Layer: Daten- und Kartendienst der Landesanstalt für Umwelt Baden-Württemberg (LUBW) (Hinweise)
1. 1 2  Länge nach dem Layer Gewässernetz (AWGN).
2. ↑  Einzugsgebiet nach dem Layer Aggregierte Gebiete 05.
3. ↑  Einzugsgebiet nach dem Layer Basiseinzugsgebiet (AWGN).
4. ↑  Höhe nach dem Höhenlinienbild auf dem Hintergrundlayer Topographische Karte.
5. ↑  Entsteht nach dem Layer Gewässernetz (AWGN) als Abzweig der Fischach kurz vor deren Mündung. In der Natur entsteht er links neben einer betonierten Stufe im Bett der Fischach, aber offenbar, durch deren Eintiefung dort, gewöhnlich ohne Verbindung von dieser her. Durch eine linksseitige Geländebresche ist bei sehr starkem Hochwasser Ablauf aus der Fischach in den Rohrwiesengraben möglich.
6. ↑  Name nach Auskunft von Ortsansässigen. Die Layer Gewässernetz (AWGN) und Gewässername benennen das Gewässer als „Keimenklingebach“, offenbar nach dem auf der topographischen Karte als „Keimenklinge“ verzeichneten Talnamen.
7. ↑  Topographische Karte und die Layer Gewässernetz (AWGN) und Gewässername nennen ihn Hahnbach, dies entspricht nicht dem örtlichen Sprachgebrauch, der das /n/ vor /b/ assimiliert.

### Andere Belege und Anmerkungen
1. ↑  Die Topographische Karte zeichnet ihn als nur periodisch wasserführend ein, nach persönlicher Beobachtung fällt er zumindest in Mündungsnähe auch sommers nicht trocken.